# دين ديفلين
دين دفلين (بالإنجليزية: Dean Devlin)‏ (ولد في 27 أغسطس 1962) هو كاتب أفلام، منتج، مخرج مسلسلات، و ممثل سابق أمريكي. هو مؤسس شركة الإنتاج إلكتريك إنترتينمنت.

## روابط خارجية
- دين ديفلين على موقع IMDb (الإنجليزية)
- دين ديفلين على موقع ألو سيني (الفرنسية)
- دين ديفلين على موقع أول موفي (الإنجليزية)
- دين ديفلين على موقع بوكس أوفيس موجو (الإنجليزية)
- دين ديفلين على موقع قاعدة بيانات الأفلام السويدية (السويدية)
- دين ديفلين على موقع قاعدة بيانات الفيلم (الإنجليزية)
- دين ديفلين على موقع كينوبويسك (الروسية)